# ブルターニュ継承戦争
ブルターニュ継承戦争（ブルターニュけいしょうせんそう、仏: Guerre de Succession de Bretagne, 英: Breton War of Succession, 1341年 - 1365年）は、百年戦争初期において、ブルターニュ公ジャン3世の継承争いにより起きた戦争で、イングランド王、フランス王が介入し、両者の代理戦争の様相を示した。
イングランドの支援を受けて1364年のオーレの戦いで勝利したドルー家（モンフォール家）のジャン4世がフランスの支援を受けたブロワ家（シャティヨン家）のシャルル・ド・ブロワを破って最終的に公位についたが、フランス王シャルル5世と和解し、封臣として封建的臣従の礼を取った。

## 背景
ブルターニュ人は古代にブリテン島から移住してきたケルト人で民族的な繋がりがあることと、中世になってブルターニュ公がイングランドのリッチモンド伯を与えられたことにより、イングランドとの関係は深かった。しかし、アルテュール1世の死後、アンジュー家に代わって公位についたドルー家はフランス王との関係も良好だった。
ブルターニュ公ジャン3世の父アルテュール2世は最初の妻マリーとの間にジャン3世、ギー等の子供がいたが、2番目の妻モンフォール女伯ヨランド（元スコットランド王アレグザンダー3世の妻）との間にジャン・ド・モンフォール等の子供達を持った。父の死後、公位についたジャン3世はヨランドとその子供である異母弟たちを嫌い、ヨランドの婚姻の無効を申請して、ジャンらの相続権を奪おうとしたが認められなかった。
ジャン3世には子供がなく、跡継ぎとして同母弟のギーを指名していたが、1331年にギーは死去している。このため、その娘で姪ジャンヌが跡継ぎと見なされたが、ジャン3世は後にジャン・ド・モンフォールとも和解しており、1341年4月30日に死去した時には特に跡継ぎを指定しなかった。そのため、すでにモンフォール伯を相続していたジャンとパンティエーヴル伯を相続していたジャンヌが、共にブルターニュ公の相続権を主張した。
ジャンヌの夫シャルル・ド・ブロワの母マルグリット・ド・ヴァロワはフランス王フィリップ6世の妹であり、フィリップ6世は甥夫妻の相続を支持した（コンフランの決定）。ジャン・ド・モンフォールは対抗上、すでに百年戦争でフランスと対立状態にあったイングランド王エドワード3世をフランス王と認めて、その支援を求めた。
興味深いことに、エドワード3世は女系継承によるフランス王位を主張しており、それに対しフィリップ6世は男系継承優先を主張してフランス王となったが、ブルターニュではそれぞれ反対の相続理由を主張する候補を支持したことになる。しかし、継承制度は明確に決まっているわけではなく、地域によっても異なるため、特に矛盾とは思われていない。ジャン・ド・モンフォールの主張は、ブルターニュ公はすでにフランス王国の「同輩」（pair）になっており、最年長の男子が最年長の女子よりも相続権が上に位置するイル＝ド＝フランスの慣習を適用するべきだと主張しており、一方でブルターニュの慣習では女子による相続が排除されない（しかも過去に3度女婿による相続が行われている）ので、パンティエーブル女伯の継承順位が上だと一般に認められていた（だからこそエドワード3世は、彼女がシャルルと結婚する前には自分の弟との結婚を成立させようとしていた）。

## ジャン・ド・モンフォールの捕獲
ブルターニュの貴族の多くはシャルル・ド・ブロワを支持していたため、ジャン・ド・モンフォールは開戦後、先手を取り首都のナント、リモージュ等の主要都市を押さえ、8月までにレンヌ、ヴァンヌを含むブルターニュ公領の大部分を支配下に収めた。
1341年当時、イングランドとフランスは停戦協定を結んでいたため、エドワード3世は動けなかったが、フィリップ6世は国内問題であるとして積極的にシャルル・ド・ブロワを支援して、10月にシャントソーの戦いで勝利し、ナントを陥落させてジャン・ド・モンフォールを捕虜とした。

## ジャンヌ伯妃の徹底抗戦
しかし、ジャン・ド・モンフォールの妻ジャンヌは女傑といわれ、息子のジャン（後のジャン4世）の後見人として徹底抗戦を行った。ジャンヌはブロワ派の勢力の強い東部を防衛するのは無理と判断して、西ブルターニュのエンヌボンに籠城した。シャルル・ド・ブロワの包囲を受けると、配下の騎士とともに包囲を突破してブレストに行き、援軍を引き連れて再びエンヌボンの包囲を突破し、城に戻ったという武勇伝が伝えられている。1342年8月まで耐え抜いた結果、イングランドとフランスの停戦期間が終了し、ノーサンプトン伯ウィリアム、サー・ウォルター・マーニーの援軍が到着し、ブレストの海戦でジェノヴァ艦隊を破った。これを見たシャルル・ド・ブロワは包囲を解いて撤退している。
イングランド軍のカレー侵攻を恐れて、フィリップ6世がフランス軍をブルターニュから引き上げたため、シャルル・ド・ブロワは独力で戦うことになったが、戦闘指揮官として有能だったため、レンヌ、ヴァンヌを奪うことに成功した。これにより、モンフォール派の離脱が相次ぐようになった。この頃の戦いで百年戦争の原因の1人であり、イングランド側に就いていたロベール3世・ダルトワ（母がブルターニュ公家出身）が戦死している。

## イングランドの直接介入
1342年11月にエドワード3世はブレストに到着し、ヴァンヌを包囲したが、1343年1月にローマ教皇の仲裁によりフランス王と停戦し、ヴァンヌは教皇の保護下に入った。停戦の結果として、1343年9月にジャン・ド・モンフォールは釈放されたが、東部の領地に留まることを強制されており、その影響力は弱く、ヴァンヌを奪ったがモンフォール派の離脱が続いた。
1344年3月、ブレストとヴァンヌの連絡を絶つためにシャルル・ド・ブロワはカンペールを包囲し、5月に陥落させたが、その時1400から2000人といわれる住民を虐殺した。守備兵のうち、イングランド兵は身代金のために捕虜とされたが、ブルターニュとノルマンディの兵はパリに送られ、叛逆者として処刑された。

## シャルル・ド・ブロワ捕獲
1345年3月にジャン・ド・モンフォールは監視を逃れてイングランドに逃亡した。エドワード3世は1345年夏にフランスとの戦争を再開し、アキテーヌに兵を送ると共に、ブルターニュにもノーサンプトン伯とジャン・ド・モンフォールを送った。ジャン・ド・モンフォールはカンペールの奪回を図ったが失敗し、間もなく病死した。これにより、わずか5歳のジャン4世が跡を継いだ。母ジャンヌは精神異常の兆候を示しており、モンフォール派は実質的にロンドンからの指令を受けたブレストのイングランド守備隊によって支えられている状況だった。
ノーサンプトン伯はパンティエーヴル伯領のブルターニュ北岸に侵攻したが、ラ・ロッシュ＝デリアンを獲得したに留まった。1346年になるとエドワード3世はノルマンディに侵攻したため、フランス軍の主力はノルマンディに移動した。ノーサンプトン伯も副隊長のトーマス・ダグワースに託してエドワード3世に加わっている（8月26日にクレシーの戦い）。6月20日にダグワースのイングランド軍とシャルル・ド・ブロワの間で起きたラ・ロッシュ＝デリアンの戦いでシャルル・ド・ブロワは敗北し、捕虜となった。

## 終わらない戦い
こうしてモンフォール派、ブロワ派ともに当主がいなくなったが、ブロワ派はパンティエーヴル女伯ジャンヌの下で抵抗を続けた。このため、モンフォール伯妃ジャンヌとあわせて「2人のジャンヌの戦い」と呼ばれることがある。
両派の戦いはその後も続き、トーマス・ダグワースは実質的なブルターニュ公代理として、パンティエーヴル伯領に攻勢をかけたが、1350年に戦死している。1351年には両派から30人の騎士が場所、日時を決めて対戦する「30人の戦い」という騎士道物語のような事件も起きており、フロワサールの年代記に記述されている。当然ながら、戦いの情勢には何の影響も与えなかった。
1352年に、フランス側はネスレ卿ギー将軍をブルターニュに派遣し、本格的にブロワ派の支援を再開した。1352年8月のモーロンの戦いでは、ギー将軍はクレシーの戦いの敗戦の教訓から全軍に馬を下りて徒歩での戦いを命じ、イングランド側のロングボウの脅威を減少させようとしたが、激戦の末にイングランド側が勝利を収めた。
1356年にランカスター公ヘンリー・オブ・グロスモントはブルターニュに入り、レンヌを包囲した。包囲は1357年7月まで続き、ヘンリーは多額の補償金を受け取り包囲を解いた。この時にレンヌ籠城で名を上げたのがブロワ派のブルターニュの騎士ベルトラン・デュ・ゲクランである。ゲクランは、この活躍によりシャルル5世に抜擢されている。
1357年にジャン4世が成人しブルターニュ公になったが、同時にポワティエの戦いの後のイングランド、フランス間の和平協定の中でシャルル・ド・ブロワも釈放されたため、再び2人のブルターニュ公が存在することになった。ブルターニュでも和平の話し合いが始まり、一時はブルターニュを分割することで話がまとまりそうだったが、パンティエーヴル女伯ジャンヌは了承せず、1362年に戦いが再開された。

## 終結
1364年ジャン4世、イングランドのジョン・チャンドスが率いるモンフォール軍とシャルル・ド・ブロワ、ナバラ王カルロス2世とのコシュレルの戦いで名声を得たベルトラン・デュ・ゲクラン率いるブロワ軍がオーレの戦いで激突した。両者とも長い争いに決着を付ける覚悟を決めており激戦となったが、モンフォール軍の勝利に終わり、シャルル・ド・ブロワは戦死し、ベルトラン・デュ・ゲクランは捕虜となった。パンティエーヴル女伯ジャンヌも相続権の放棄を了承し、ジャン4世が唯一のブルターニュ公となった。
フランス王シャルル5世がジャン4世と和解し、封建的臣従の礼（オマージュ）を取らせることにして（1366年までジャンはパリに出頭しなかった）、ブルターニュ公として承認したため、ブルターニュ継承戦争は正式に終結した。同時に、相続における男系の優位も確認された。
しかし、フランス国王とのつながりの強いブルターニュの有力領主（フランス大元帥になったオリヴィエ・ド・クリッソンら）を抑えるために、ジャン4世とイングランドとの関係は続き、1372年にイングランドとブルターニュが同盟を結んだことが発覚したため（秘密同盟であったため、この同盟の結果再び与えられたリッチモンド伯の称号はイングランド向けの外交文書でしか名乗っていない）、1373年にジャン4世は追放され、1378年12月18日にはブルターニュはフランス王領への併合が宣言された。
しかし、独立を望むブルターニュの抵抗は強く、1379年4月にはローアン、ボマノワールらの有力家系からの8人の代表、そしてパンティエーヴル女伯らによる抵抗運動が表面化し、1379年8月3日にジャン4世は再びブルターニュに上陸した。フランス側は、1380年9月16日のシャルル5世の死などで混乱しており、1381年に和解が成立し、第2次ゲランド条約によりジャン4世が復位した。